# Демократическая лига
Демократическая лига / Движение за партию труда (Ligue Démocratique / Mouvement pour le Parti du Travail, LD/MPT) — левая политическая партия в Сенегале. Выросла из марксистской студенческой группы и, хотя больше не определяет себя как коммунистическую, остаётся одной из ведущих социалистических сил страны.

## История
Съезд Всеобщего профсоюза сенегальских студентов и учителей-стажёров в Европе (созданного по инициативе Африканской партии независимости Сенегала, с 1981 года носившей название Партия независимости и труда), состоявшийся в апреле 1975 года, спровоцировал раскол с материнской партией. Студенты, основавшие Демократическую лигу, стремились к более радикальной марксистско-ленинской организации.
Начиная с 1978 года, одна из тенденций внутри Демократической лиги, возглавляемая Муссой Кейном, налаживала контакты с Африканской партией независимости-Обновление — отколом группы Маджмута Диопа от АПН, получившим статус зарегистрированной легальной партии. 29 марта Кейн и его последователи присоединились к легальной АПН.
Сама Демократическая лига была признана легальной политической партией 9 июля 1981 года. После легализации она начала публиковать газету Fagaru, в придачу к основанному ранее ежемесячному журналу Vérité («Правда»).
Поскольку Демократическая лига ещё с конца 1970-х выступала за объединение марксистских левых Сенегала в одну партию и предложила название Сенегальская партия труда (Parti Sénégalais du Travail), она затем сменила своё название на Демократическая лига / Движение за партию труда (LD/MPT).
Участвовала в выборах 1983 и 1984 годов. На втором съезде партии в декабре 1986 года генеральный секретарь Абдулай Батили призывал к союзам оппозиционных партий, экономической альтернативе рецептам МВФ и Всемирного банка и построению социалистического общества. На выборах 1988 года поддерживала кандидатуру Абдулая Вада в президенты, но её результат в 1,4 % не позволил провести ни одного депутата в парламент. В том же году шестеро ведущих активистов партии были подвергнуты преследованиям за организацию антиправительственных демонстраций. В 1990 году Батили призвал к формированию правительства национального единства без участия президента Абду Диуфа и отказывался от вхождения в кабинет министров, ссылаясь на репрессивную политику Дакара в отношении сепаратистского региона Казаманс.
Однако когда LD/MPT получила три депутатских места на парламентских выборах 1993 года, в июне она согласилась войти в состав правительства, возглавляемого Социалистической партией. Партия шла на тактические союзы с президентом Абду Диуфом ради опыта государственного управления: изначально ей было отведена должность министра защиты окружающей среды, а в 1995 году получила ещё один министерский портфель. LD/MPT покинула правительство после парламентских выборов в мае 1998 года, на которых она снова завоевала три места. В марте 1999 года LD/MPT и две другие левые партии, And-Jëf/Африканская партия за демократию и социализм (AJ/PADS) и Партия независимости и труда, согласились поддержать кандидатуру лидера оппозиции Абдулая Вада из Сенегальской демократической партии на президентских выборах 2000 года. Вад одержал победу во втором туре выборов 2000 года, и LD/MPT присоединилась к первому правительству Вада, получив два министерства: генеральный секретарь Абдулай Батили стал министром энергетики и гидравлики, а Йеро Дэ — министром государственной службы, занятости и труда.
На парламентских выборах 2001 года LD/MPT входила в правящую коалицию Сопи и завоевала семь мест в Национальном собрании.
Два министра LD/MPT в правительстве, Йеро Дэ и Сейду Си Салл (возглавлявший министерство городского планирования и регионального развития), были уволены Вадом в ходе реорганизации кабинета 9 марта 2005 года. Партия выступила с резкой критикой властей, за что была обвинена в нарушении «государственной солидарности постоянными, несправедливыми и необоснованными нападками на президента, его правительство и его партию». Важным фактором в этом было противодействие LD/MPT амнистии в связи с убийством в 1993 году вице-президента Конституционного совета Бабакара Сейе.
Партия бойкотировала парламентские выборы в 2007 году, а на президентских выборах того же года её кандидат, генсек Батили, получил 2,2 % голосов. Затем её лидер ушёл на дипломатическую службу в структуры ООН, и новым генеральным секретарём в 2014 году стал бывший министр образования Мамаду Ндойе.
Молодёжное крыло LD/MPT — Движение демократической молодёжи (MDJ).